# Barisia rudicollis
Barisia rudicollis — вид веретільницеподібних ящірок родини веретільницевих (Anguidae). Ендемік Мексики.

## Поширення і екологія
Barisia rudicollis мешкають в горах Трансмексиканського вулканічного поясу в штатах Мехіко і Мічоакан. Вони живуть в гірських хмарних лісах і сосново-дубових лісах, на висоті від 2000 до 2550 м над рівнем моря. Живородні.

## Збереження
МСОП класифікує цей вид як такий, що перебуває під загрозою зникнення. Barisia rudicollis загрожує знищення природного середовища.